# Batalla de Boshof

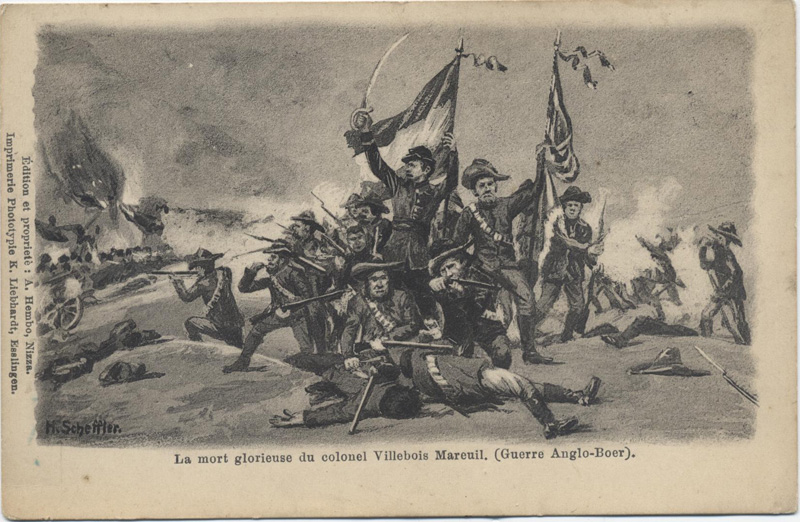
Postal francesa que representa la gloriosa muerte de Georges de Villebois-Mareuil en Boshof, Estado Libre de Orange, 1900.

La Batalla de Boshof fue una batalla librada durante la segunda guerra bóer el 5 de abril de 1900 entre las fuerzas británicas y en su mayoría voluntarios franceses del ejército bóer.

## Antecedentes
Tras la batalla de Paardeberg (18-27 de febrero), el alivio de Kimberley y Ladysmith y la caída de Bloemfontein, el general Frederick Roberts reorganizó su fuerza para perseguir a los bóeres derrotados. Al mismo tiempo, el teniente general Paul Methuen tenía la tarea de despejar el país a lo largo del río Vaal en el flanco de los bóeres y conducir hacia Mafeking, que todavía estaba sitiada.
El 5 de abril Methuen ordenó al general de brigada Lord Chesham, con el Cuerpo Montado de Kimberley y la 4.º Batería RFA. De un informante encontraron inteligencia en una unidad de comando bóer dirigida por un voluntario francés, el conde de Villebois-Mareuil. Methuen recibió información de que la unidad bóer tenía la intención de atacar a los británicos en Boshof, cerca de Tweefontein. Los recién formados batallones Imperial Yeomanry 3.º y 10.º, recibieron la tarea de rodear a los bóeres. De Villebois-Mareuil, estaba a cargo de los voluntarios de la legión francesa que tenía 75 voluntarios extranjeros, la mayoría de los cuales eran franceses, pero incluían a varios alemanes, holandeses, estadounidenses y un príncipe ruso.

## Batalla
La fuerza de De Villebois-Mareuil yacía en dos pequeñas colinas (o Kopjes): los voluntarios extranjeros en una y los bóeres en la otra. A las 3 de la tarde, la fuerza británica estaba estableciendo posiciones alrededor de las colinas. Luego comenzó un bombardeo con cuatro cañones de 15 libras, junto con la supresión del fuego de una ametralladora Maxim.
Mientras el yeomanry se preparaba para cerrar con la bayoneta, los bóeres en la colina vieron que estaban siendo flanqueados y le pidieron a De Villebois-Mareuil que se retirara, pero él se negó rotundamente. Esperaba una tormenta eléctrica que se acercaba a él para ayudarlo. Los golpes aumentaron las bajas y los bóeres vieron la desesperanza de la situación: montaron sus caballos y lucharon para salir. De Villebois-Mareuil y los franceses tuvieron que intentar hacer una última posición galante pero inútil. El Cuerpo Montado de Kimberley se arrastró hacia la derecha y el resto de los Yeomen se desmontaron e hicieron lo mismo a la izquierda. Ambos bandos estaban cerca y la artillería británica tenía que tener cuidado al disparar para no golpear a sus propios hombres. Algunos de los franceses trataron de escapar montando caballos, pero todos fueron derribados fácilmente en una lluvia de disparos de rifle. Aun así, el resto se negó a rendirse. Sin embargo, el Yeomanry aprovechó y se movió a través de los arbustos y rocas alrededor de las colinas. Lentamente se acercaron cada vez más, y las bajas fueron leves. A las pocas horas de luchar, De Villebois-Mareuil fue asesinado por un proyectil y la moral se hundió entre los voluntarios. Al ver el pánico, el Yeomanry ahora solo a quince yardas de las posiciones fortificadas fijó bayonetas y cargó.
A las 6 de la tarde, con la oscuridad acercándose, los voluntarios ondearon una bandera blanca y los voluntarios sobrevivientes se rindieron. La tormenta eléctrica que podría haber cubierto su retirada luego se cruzó con el campo de batalla. La batalla duró solo tres horas: en total, once voluntarios murieron, el resto fueron heridos y capturados. El ayudante de campo de De Villebois-Mareuil, Pierre de Bréda, fue capturado y tratado con caballerosidad por Methuan. Además el príncipe Bagraciano de Tiflis, un voluntario ruso fue asesinado. Las pérdidas británicas fueron de tres muertos y diez heridos.

## Consecuencias
Una semana después de su muerte, la Legión Extranjera Bóer fue disuelta y puesta al mando del general De la Rey para continuar con la fase guerrillera de la guerra.
La batalla fue la primera vez que el Caballo Imperial Yeomanry había luchado y también fue su primera victoria.
Las tropas británicas enterraron a De Villebois-Mareuil con todos los honores militares. La Liga de la Patria Francesa organizó una misa que se celebró en su honor en Notre Dame de París, a la que asistieron 10 000 personas. El caballo de De Villebois-Mareuil fue llevado a Gran Bretaña por Lord Chesham, donde vivió hasta febrero de 1911.
Más tarde se erigió un monumento en la granja Middelkuil, a diez kilómetros al este de Boshof, donde tuvo lugar la batalla, para conmemorar la batalla.